# ケプラー18b
ケプラー18b（英語: Kepler-18b）は地球から見てはくちょう座の1,430光年先にあるG型主系列星、ケプラー18を公転している太陽系外惑星である。

## 概要
| 海王星 | ケプラー18b |
| ------ | ----------- |
| 海王星 | Exoplanet   |

質量は地球の6.9倍、半径は地球のほぼ2倍であり、このことからケプラー18bは岩石で構成された地球より大きな惑星スーパーアースであると考えられている。ケプラー18bの軌道長半径は地球と太陽間の距離の約20分の1にあたる0.0447 auしかなく、公転周期は約3.5日と短い。ケプラー18bがケプラー18を通過する場合、地球から見た時に主星の光度が0.0254%減光し、約2.06時間ほど継続される。